# Veľká Franková
Veľká Franková (in ungherese Nagyfrankvágása, in tedesco Großfrankenau, in polacco Wielka Frankowa) è un comune della Slovacchia facente parte del distretto di Kežmarok, nella regione di Prešov.